# 結構反力
結構反力（Structural Reaction），或稱反力，廣義上的反力，即力學上的反作用力，在建築結構系統上，專指當外在因素作用在結構上時，為達到結構系統的力平衡，結構支承所提供的力量。

## 反力分類
結構反力大致有兩種型式：
1. 集中力的形式。
2. 彎矩，或稱力偶的形式。

## 反力的運用
反力在結構計算上，可提供平衡條件，用以推算結構內力，並進一步分析結構變形量。
某些結構分析方法，會以假設反力的方式，減少靜不定的支承形式，此種假設反力，稱作靜不定餘力或贅力（Redundant）。
分类：柔体约束,光滑接触面约束，可动铰支座，固定铰支座，固定端支座

## 相關領域
- 建築結構系統
- 材料力學
- 結構力學
- 力學
- 物理學